# Limnophora flavitarsis
Limnophora flavitarsis este o specie de muște din genul Limnophora, familia Muscidae, descrisă de Stein în anul 1908. Conform Catalogue of Life specia Limnophora flavitarsis nu are subspecii cunoscute.